# Idowu Philips
Idowu Philips, conocida popularmente como Iya Rainbow, es una veterana actriz nigeriana.

## Biografía
Philips nació el 16 de octubre de 1942 en Ijebu Ode, una ciudad del Estado de Ogun, al suroeste de Nigeria. Asistió a la Escuela Metodista Africana y a la Escuela Moderna Anglicana para su educación primaria y secundaria. Trabajó como asistente de atención médica en hospitales generales en Nigeria durante varios años y ocasionalmente actuó en  teatro. Después de la muerte de su esposo, Augustine Ayanfemi Phillips (quien trabajó en estrecha colaboración con el difunto patriarca cinematográfico nigeriano, Sir Herbert Ogunde), se dedicó por completo a la actuación. Ha participado en películas como Apaadi, Eru y Aje ni iya mi. Idowu tiene cinco hijos.
También es embajadora de marca de Airtel, una empresa de telecomunicaciones, y del proyecto Yotomi Housing Estate, un plan iniciado por el fallecido magnate del cine Alade Aromire.

## Filmografía
- 1990    Yemi my Love
- 1997- Back to Africa
- 2000- Lagidigba
- 2002- Jesu Mushin
- 2002- Irepodun
- 2002- Eyin Ogongo
- 2003- N150 millones
- 2003- Ìfé òtító
- 2003- Fila Daddy
- 2003- Arewa okunrin
- 2003- Omo oku òrun
- 2003- Okun ife
- 2004- Okun ife 2
- 2004- Okan soso
- 2004- Okan soso 2
- 2004- Ògìdán
- 2004- Ògìdán 2
- 2006- Abeni
- 2006- Odun bakú
- 2006- Mewa n sele
- 2006- Èebúdolá tèmi
- 2006- Agbefo
- 2006- Agbefo 2
- 2007- Orita Ipinya
- 2007- Olugbare
- 2007- Olóri
- 2007- Maku
- 2007- Kootu olohun
- 2007- Kilebi olorun
- 2008- Taiwo Taiwo
- 2008- Taiwo Taiwo 2
- 2008- Itakun ola
- 2008- Ìkúnlè kèsán
- 2008- Ikilo agba
- 2008- Igba ewa
- 2008- Aje metta
- 2008- Aje metta 2
- 2009- Ìpèsè
- 2009- Ìdàmu eléwòn
- 2009- Elewon
- 2009- Akoto olokada
- 2009- Akoto olokada 2
- 2018- Oga Bolaji
- 2019- Sugar Rush